# 小行星4448
小行星4448（英語：4448 Phildavis）是一颗围绕太阳公转的小行星。1986年3月5日，卡罗琳·舒梅克在帕洛马山发现了此天体。
这颗小行星的绝对星等为46.45220等。